# ساختارهای سکوت
ساختارهای سکوت سومین آلبوم استودیویی از استیو روچ، موسیقی‌دانِ امبینت آمریکایی است که در سال ۱۹۸۴ از طریق ناشر موسیقیِ Fortuna منتشر شد.

## در حال ضبط
آهنگسازیِ ترانهٔ ساختارهای سکوت، چند ماه از وقت استیو روچ را گرفت. او آهنگ را با استفاده از Oberheim OB-8 و Oberheim DSX شب و روز پخش می‌کرد و آنقدر آن را تنظیم می‌کرد که به نتیجه دلخواه او برسد. در نهایت، او به یک استودیوی ضبط رفت و آهنگ را در یک طی یک جلسه ۳۰ دقیقه ای، با استفاده از تجهیزات خودش به همراه یک OB-8 دوم و همچنین یک ریوربراتور دیجیتال Lexicon 224 ضبط کرد.

## انتشار
نسخه بازسازی شده این آلبوم با طرح جلدی متفاوت در سال ۲۰۰۱ توسط Projekt منتشر شد.
یک نسخه به مناسبت سی‌امین سالگرد انتشار آلبوم ساله توسط Projekt در سال ۲۰۱۴ منتشر شد. این آلبوم از روی میکس نسخه اصلی بر روی نسخه ۲۴-بیتی/۹۶کیلوهرتزی بازسازی شد برای این اثرِ بازمنتشر شده هم یک نسخه شامل یک سی دی و هم یک نسخه لوکس شامل ۳ سی دی وجود دارد که شامل دو لوح جایزه است که در سال ۲۰۱۳ ساخته شده‌است. هر دو نسخه از روی جلد اصلی استفاده می‌کنند. آلبوم اصلی بازسازی شده (اما نه دو لوح جایزه) به صورت ۲۴-بیتی/۹۶کیلوهرتزی در دسترس دانلود قرار گرفت.

### انتشار ویدئو
در سال ۱۹۸۷ یک ویدیوی VHS با عنوان ساختارهای سکوت منتشر شد. این ویدئو شامل تصاویری بود که ماریان دولان بر روی آهنگ هم‌عنوان آلبوم تنظیم کرده بود. این ویدئو نیز با عنوان رؤیای فضایی بر روی دیسک لیزری منتشر شده‌است.

## بازخورد
| بررسی انتقادی     | بررسی انتقادی |
| منبع              | رتبه‌بندی      |
| ----------------- | ------------- |
| AllMusic          | [ ۷ ]         |
| Alternative Press | favorable     |

در اواخر نوامبر ۲۰۱۴، استیو روچ به عنوان هنرمند شماره ۱ رادیو Echoes انتخاب شد و ساختارهای سکوت به عنوان آلبوم شماره ۲ انتخاب شد.
مجلهٔ Fact ساختارهای سکوت را به عنوان دهمین آلبوم برتر دهه ۱۹۸۰ معرفی کرد و آن را «تأملی آرام و متفکرانه در سینث‌سایزر» و یکی از «مهم‌ترین آلبوم‌های امبینت» در تمام دوران‌ها نامید. آنها نسخهٔ بازمنتشر شدهٔ سال ۲۰۱۴ را به عنوان چهارمین آلبوم بازمنتشر شده در آن سال فهرست کردند و اظهار داشتند که «اکنون زمان مناسبی برای بازگشتن به این آلبوم کلاسیک است - هنوز هم بعد از سه دهه سحرآمیز است» در سال ۲۰۱۶، پیچفورک آن را به عنوان سی و سومین «آلبوم برتر امبینت تمام دوران‌ها» معرفی کرد.

## فهرست ترانه‌ها
موسیقی همهٔ ترانه‌ها توسط استیو روچ ساخته شده‌است.
| شماره | نام              | مدت   |
| ----- | ---------------- | ----- |
| ۱.    | «بازتاب‌های معلق» | ۱۶:۳۹ |
| ۲.    | «رفیق ساکت»      | ۱۳:۱۵ |
| ۳.    | «ساختارهای سکوت» | ۲۸:۳۳ |

### لوح منتشر شده به مناسبت سی‌امین سالگرد انتشار
| لوح ۲: بازتاب و تعلیق | لوح ۲: بازتاب و تعلیق | لوح ۲: بازتاب و تعلیق |
| شماره                 | نام                   | مدت                   |
| --------------------- | --------------------- | --------------------- |
| ۱.                    | «تعلیق»               | ۲۸:۳۶                 |
| ۲.                    | «بازتاب»              | ۳۰:۲۴                 |

| لوح ۳: مادون و فراسو | لوح ۳: مادون و فراسو | لوح ۳: مادون و فراسو |
| شماره                | نام                  | مدت                  |
| -------------------- | -------------------- | -------------------- |
| ۱.                   | «فراسو»              | ۳۲:۱۱                |
| ۲.                   | «مادون»              | ۳۹:۴۷                |

## دست‌اندرکاران
با توجه به یادداشت‌های داخل آلبوم:
- استیو روچ - اجرا کننده، تهیه‌کننده، مهندس ضبط
- مایکل استرنز - «بهینه‌سازی فضایی»
- کوین براهنی - «بهینه‌سازی فضایی»
- ریچارد بیلی - طرح روی جلد